# Nagano-shi Wakasato Tamokuteki Sports Arena

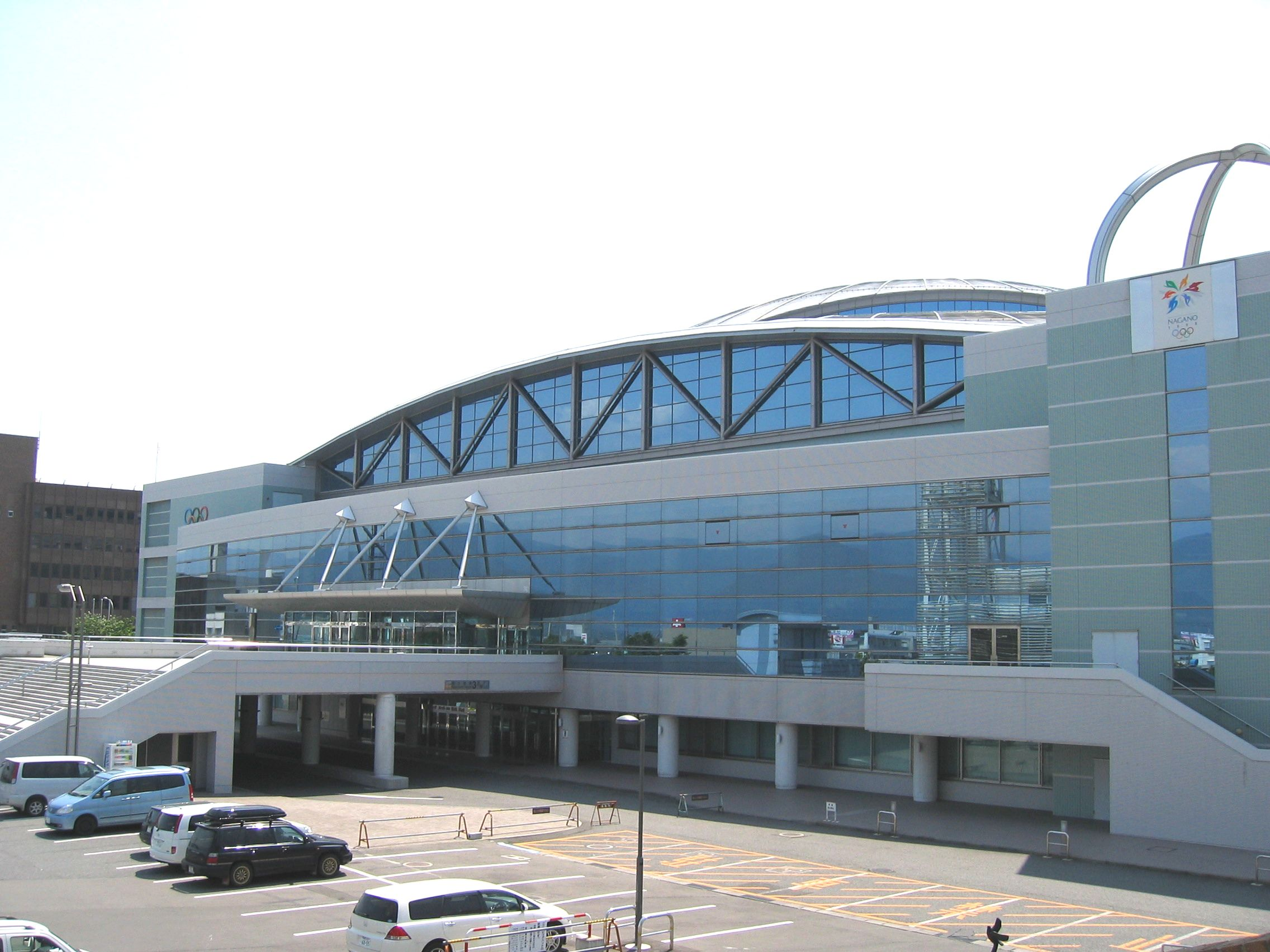
Big Hat

El Nagano-shi Wakasato Tamokuteki Sports Arena, popularment anomenat Big Hat, (en japonès: ビッグハット) és un complex esportiu d'interior situat a la ciutat de Nagano (Japó), utilitzat per a la pràctica de l'hoquei sobre gel i de patinatge de velocitat en pista curta.
Construït el 1995 amb una capacitat per a 10.104 espectadors, fou utilitzat en els Jocs Olímpics d'Hivern de 1998 realitzats a Nagano esdevenint la seu principal de la competició d'hoquei sobre gel.